# أليس ستيفنسون
أليس ستيفنسون (بالإنجليزية: Alice Stevenson)‏ (10 يوليو 1861 - 18 أغسطس 1973)، معمرة بريطانية ولدت في بيكاديللي في إنجلترا في 10 يوليو 1816 وتوفيت في ساتون، انكلترا في 18 أغسطس 1973 بعمر 112 سنة و39 يوم .